# 黑山站 (中国)
黑山站位于中国辽宁省锦州市黑山县黑山镇，为沈阳铁路局通辽车务段管辖的车站，兴建于1922年。经过铁路有大郑铁路。